# Большие перегоны
«Большие перегоны» (другое название — «Машинист») — советский телевизионный художественный фильм. Снят на киностудии «Беларусьфильм» в 1971 году. Вышел на экраны 23 марта 1972 года.

## Сюжет
Герой фильма — Игорь Шилов — после окончания школы не поступает в институт и приходит работать в паровозное депо. Его приняли кочегаром в бригаду опытного машиниста Касьяна Кузьмича (Николай Крючков), который по-отцовски внимателен к юноше и помогает ему освоить профессию, а также найти своё истинное призвание — стать машинистом электровоза.

## В ролях
- Юрий Николаев — Игорь Шилов, кочегар
- Николай Крючков — Касьян Кузьмич, машинист
- Виктория Смоленская — Нина Соловьёва, буфетчица, солистка самодеятельного ансамбля, влюблённая в Петра Ягодина
- Николай Мерзликин — Пётр Ягодин, машинист
- Георгий Георгиу — Борис Львович
- Николай Ерёменко старший
- Глеб Стриженов
- Леонид Чубаров — машинист Максим, тромбонист ансамбля самодеятельности
- Григорий Михайлов
- Алла Червонная
- Виктор Задубровский
- В. Садовский

## Съёмочная группа
- Автор сценария: Иван Воробьёв
- Режиссёр: Анатолий Дудоров
- Оператор: Венедикт Орлов
- Композитор: Игорь Петренко
- Художник: В. Чернышов

## Технические данные
- Чёрно-белый, звуковой
- Премьера: 23 марта 1972 года (Центральное телевидение СССР)

## Интересные факты
- Фильм снимался в депо Гомель Белорусской железной дороги. В фильме можно увидеть множество локомотивов самых разных типов и моделей, в том числе паровозы (Э, Су, Л, ТЭ), тепловозы (ТЭ3, ТЭ7, ТЭП60, М62, ТГМ3) и электровозы (ВЛ60)
- Песню Нины «Завтра — не сегодня» (стихи Леонида Норкина, музыка Игоря Петренко) исполняет Лина Стачинская.